# Fiat 238
O Fiat 238 foi um furgão produzido pela empresa italiana de produção automotiva Fiat de 1967 a 1983. O 238 foi introduzido em 1967 como o sucessor lógico do Fiat 1100T e tinha um motor transversal sob o assento porque o modelo era de tração dianteira. O furgão era baseado no chassi do Autobianchi Primula e tinha uma versão reduzida de seu motor a gasolina de 1.221 cc, produzindo 43 cv. Um ano depois, esse motor foi substituído pelo motor de 1.197 cc do Fiat 124, com a opção do motor de 1.438 cc do Fiat 124 Special, mas então com 46 cv, como também usado na picape Fiat 241 com tração traseira. O 238 foi produzido em muitos estilos de carroceria diferentes para transporte utilitário e de pessoal. Em 1974, a Fiat introduziu um novo furgão, o 242 com um motor a gasolina maior e também uma variante de motor a diesel. Apesar disso, as vendas do Fiat 238 não enfraqueceram e a Fiat decidiu mantê-lo em sua linha, e tornou o novo motor maior de 1,4 litro também disponível para o modelo 238. O 238 foi produzido até 1983 e foi substituído pelo Ducato.
O 238 também foi brevemente construído pela Neckar-Fiat da Alemanha.

## Motores
- 1121 cc gasolina 43 cv
- 1197 cc gasolina 44 cv
- 1438 cc gasolina 46 cv, ou 52 cv somente para versões de ambulância